# Jacques Brichant
Jacques Brichant, detto Jacky (Mont-sur-Marchienne, 28 marzo 1930 – 9 marzo 2011), è stato un tennista belga.
Considerato uno dei migliori tennisti belgi precedenti all'era Open, detiene il record di partecipazioni in Coppa Davis per il Belgio con cui ha vinto due volte la finale europea nel 1953 e 1957. Nella sua nazionale detiene tuttora il record di partecipazioni e di match vinti in Coppa Davis, così come il doppio insieme al connazionale Philippe Washer è il più vincente nella storia della squadra belga.
In carriera il suo miglior risultato è stata la semifinale del Roland Garros 1958, sconfitto dall'australiano Mervyn Rose, poi vincitore del titolo.
Ha avuto anche una carriera di cestista nella squadra del Royal IV, club di Bruxelles vincitore di cinque titoli nazionali.

## Palmarès
- Internazionali di Francia:
  - Semifinali: 1958
  - Quarti di finale: 1956 - 1959
  - Ottavi di finale: 1954 - 1955 - 1957 - 1960 - 1961
- Masters di Amburgo:
  - Finalista: 1958